# Licypriya Kangujam
Licypriya Kangujam (Bashikong, 2 de outubro de 2011) é uma ativista ambiental indiana. 

## Vida
Licypriya Kangujam nasceu em 2 de outubro de 2011. em Bashikhong no estado de  Manipur, na Índia. É a filha mais velha de KK Singh e Bidyarani Devi Kangujam Ongbi. Kangujam começou a levantar a voz para combater as mudanças climáticas e a redução de riscos de desastres quando tinha sete anos. Em junho de 2019, ela protestou em frente ao Parlamento da Índia, dirigindo-se ao primeiro-ministro da Índia, Narendra Modi, para promulgar a lei de mudanças climáticas na Índia.    

## Ativismo em 2019

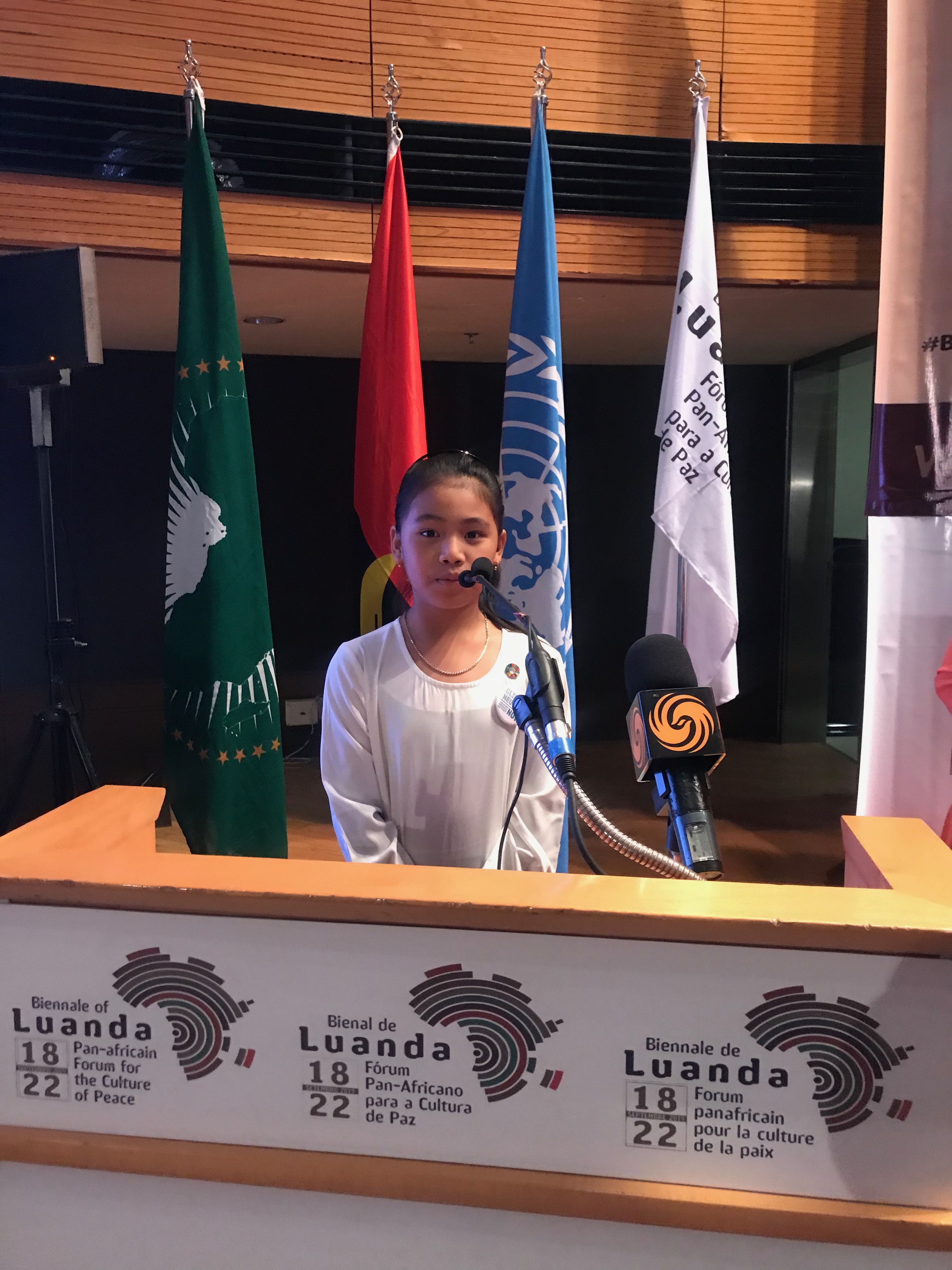
Kangujam discursando no Fórum dos Parceiros da UNESCO 2019 (Bienal de Luanda) em Angola em 20 de setembro de 2019.

### Visitas à África
Kangujam participou do Fórum de Parceiros da UNESCO 2019 (Bienal de Luanda) na cidade de Luanda, em Angola, convidada pela UNESCO, União Africana e Governo de Angola. Discursou sobre mudanças climáticas junto com o presidente de Angola, João Lourenço, presidente do Mali Ibrahim Boubacar Keïta, presidente do Malawi Hage Geingob, presidente da República do Congo Denis Sassou Nguesso, primeira-dama de Angola Ana Dias Lourenço, primeira-dama da Namíbia Monica Geingos, laureado do Prêmio Nobel da Paz 2018 Denis Mukwege, Diretora Geral da UNESCO Audrey Azoulay, Vice-Primeiro Ministro da Guiné François Fall e todos os Ministros da Cultura da África.     

### Kit de sobrevivência para o futuro
Licypriya lançou um dispositivo simbólico chamado SUKIFU (Kit de Sobrevivência para o Futuro) para conter a poluição do ar em 4 de outubro de 2019. SUKIFU é quase um kit de orçamento zero projetado a partir do lixo para fornecer ar fresco ao corpo quando a taxa de poluição é alta. Esta usina vestível é um reconhecimento do Movimento Verde pela poluição do ar. Qualquer um pode construir esse conceito em casa a partir do lixo reciclável, para instilar ar fresco diretamente aos pulmões. Ela o lançou em frente à Assembléia Legislativa de Punjab e Haryana como um símbolo de demonstração antes do juramento de cerimônia dos recém-eleitos MLAs e Ministros de Haryana. Ela chama a atenção dos líderes para encontrar uma solução urgente para a atual crise da poluição do ar em Delhi e na Região da Capital Nacional (NCR).  
Em uma entrevista concedida ao The Northeast Today, ela disse: "Esta é a solução definitiva. Quem quer que leve isso, especialmente as crianças que se deslocam na rua popular com smog, atrairia a atenção de especialistas em clima, membros do conselho de controle da poluição, cientistas, formuladores de políticas, comissários municipais e toda a geração, que devem garantir um 'Futuro seguro' para a 'Geração seguinte'. Este tipo de poluição não é aceitável por nenhum padrão". "Fui inspirada pela 'Viagem ao planeta' de Chih Chiu. Esta invenção envia uma mensagem pungente sobre degradação ambiental e questiona o futuro desconhecido do planeta e o esgotamento ambiental", acrescentou. Licypriya disse ao Shillong Times : "Os governos estão ocupados em se culpar, em vez de encontrar soluções de longo prazo para a mortal poluição do ar. As crianças são incapazes de sair de casa em Delhi. Todas as escolas foram fechadas pelo governo. Eles devem agir agora, caso contrário, nosso futuro estará morrendo". 
Além disso, ela acrescentou que o projeto é inspirado pelo problema da poluição do ar em Deli e que ela não quer que sua mensagem seja apenas sobre o meio ambiente. Em vez disso, é sobre a mesma adaptabilidade que a levou a apresentar uma missão, as qualidades de resiliência necessárias para sobreviver agora e no futuro. No SUKIFU, um vaso de plantas é alojado dentro de uma mochila transparente conectada a um tubo para canalizar o ar fresco em uma máscara facial. É uma visão ousada e abstrata de um tanque de oxigênio. A mochila transparente contém uma planta que se conecta ao aparelho respiratório. Outro buraco na parte inferior fornece o ar fresco natural dentro do tanque através de quatro camadas de carvão ativado. A planta simboliza o ambiente de morte e nosso planeta devido aos seres humanos. Nenhum produto químico ou eletricidade é usado neste dispositivo. 
Ela desenvolveu o modelo com o apoio de Chandan Ghosh, professor do Instituto Indiano de Tecnologia Jammu (IIT). Ghosh disse ao The Tribune: "Muitas áreas de Deli registraram um Índice de Qualidade do Ar (IQA) de 999, além do qual a leitura não é possível, na noite de Diwali. O limite normal prescrito é 60. Estou preocupado com a saúde de crianças e bebês. Esse conceito fala da fragilidade do ambiente e da nossa própria vulnerabilidade. Licypriya está enviando uma mensagem forte a todos os que destroem o nosso futuro. Segundo uma pesquisa da OMS em 1600 cidades do mundo, estima-se que a poluição do ar na Índia mate 1,5 milhão de pessoas todos os anos; é o quinto maior assassino da Índia. A Índia tem a maior taxa de mortalidade do mundo por doenças respiratórias crônicas e asma. Em Deli, o ar de baixa qualidade danifica irreversivelmente os pulmões de 2,2 milhões ou 50% de todas as crianças. Agora a Índia precisa de uma solução de longo prazo para salvar a saúde das pessoas, especialmente as crianças e o meio ambiente." 

### COP25

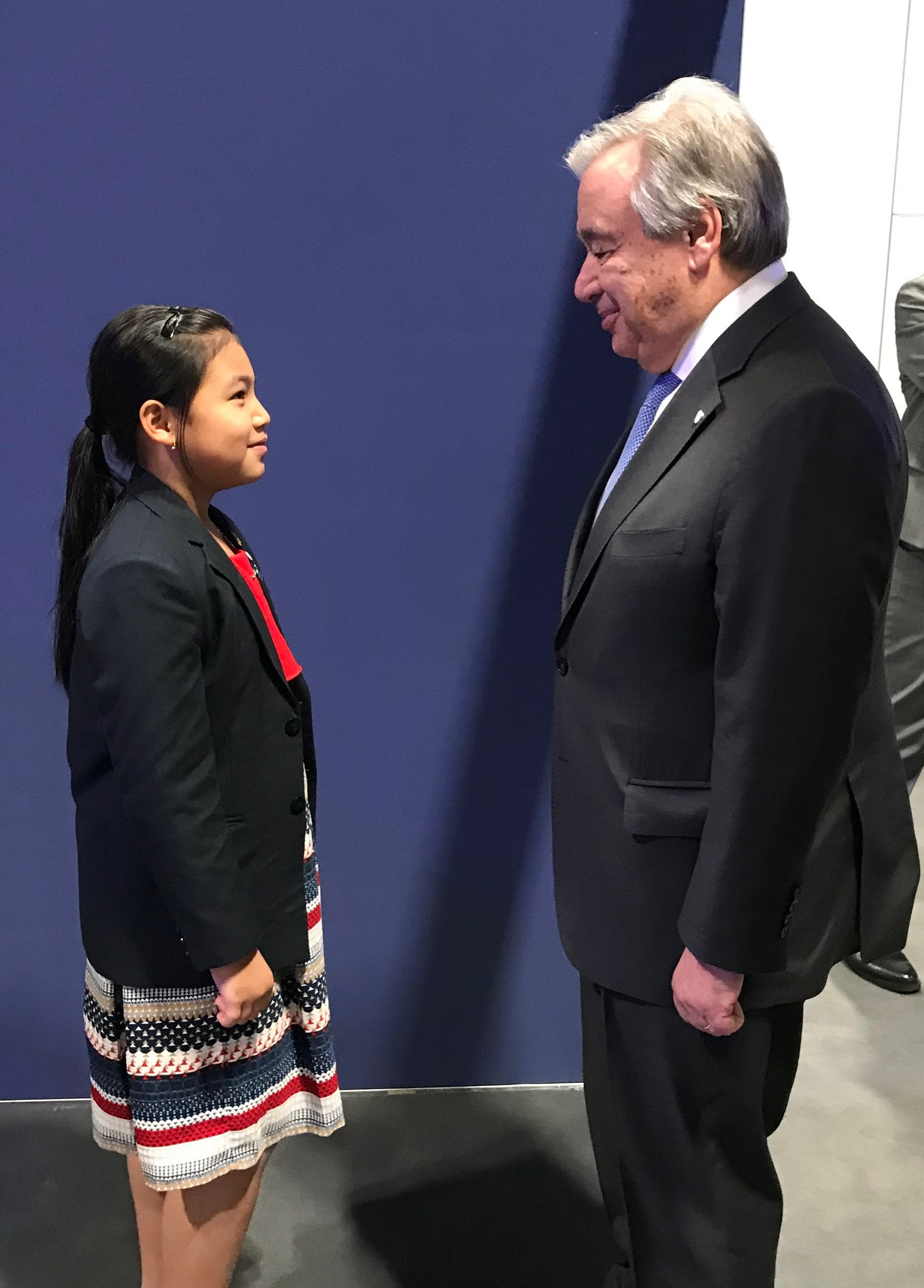
Licypriya Kangujam com o Secretário Geral da ONU Antonio Guterres na Conferência das Nações Unidas sobre as Mudanças Climáticas de 2019 (COP25) em Madri, Espanha, em 12 de dezembro de 2019.

Licypriya Kangujam participou da COP25. Kangujam enviou um memorando "em nome das crianças do mundo". O memorando consiste em quatro páginas que afirmavam que ela pedia para criar um futuro melhor para todas as crianças ao redor do mundo.  

## Ativismo em 2020

### Fórum Econômico Mundial 2020
Em 2020, Licypriya publicou uma carta aos participantes Fórum Econômico Mundial com as ativistas Greta Thunberg, Luisa Neubauer, Isabelle Axelsson e Loukina Tille, pedindo às empresas, bancos e governos que parem imediatamente de subsidiar os combustíveis fósseis. Em um artigo entregue ao The Guardian, eles disseram: “Não queremos que essas coisas sejam feitas até 2050, 2030 ou até 2021, queremos que isso seja feito agora - como no momento. Apelamos aos líderes mundiais para que parem de investir na economia de combustíveis fósseis que está no cerne desta crise planetária. Em vez disso, devem investir seu dinheiro em tecnologias sustentáveis existentes, pesquisa e restauração da natureza. O lucro a curto prazo não deve superar a estabilidade da vida a longo prazo."  

### Campanha para o ensino das mudanças climáticas nas escolas
Ela está numa campanha para tornarem obrigatórias as aulas de mudança climática nas escolas e, conforme sua solicitação, o governo de Gujarat incluiu a mudança climática na educação escolar. 

## Relações externas
- Licypriya Kangujam na Cúpula da Juventude do Sul da Ásia